# Status quo (psychologia)
Status quo (czyt. status kwo) – stały stan rzeczy. 
Większość ludzi ma tendencję do zachowywania status quo. Lęk przed zmianą i nieznanym oraz przywiązanie do dotychczasowej sytuacji i trybu życia prowadzi czasem do zaskakujących decyzji życiowych, np. żona, która trwa przy mężu alkoholiku i tyranie; bezrobotny, który żyje na granicy wegetacji, ale nie chce podjąć żadnej pracy. 
Tendencja do zachowywania status quo może mieć też charakter odrzucania wszelkich nieznanych rozwiązań, pomysłów i innych innowacji.